# Dragon Lady

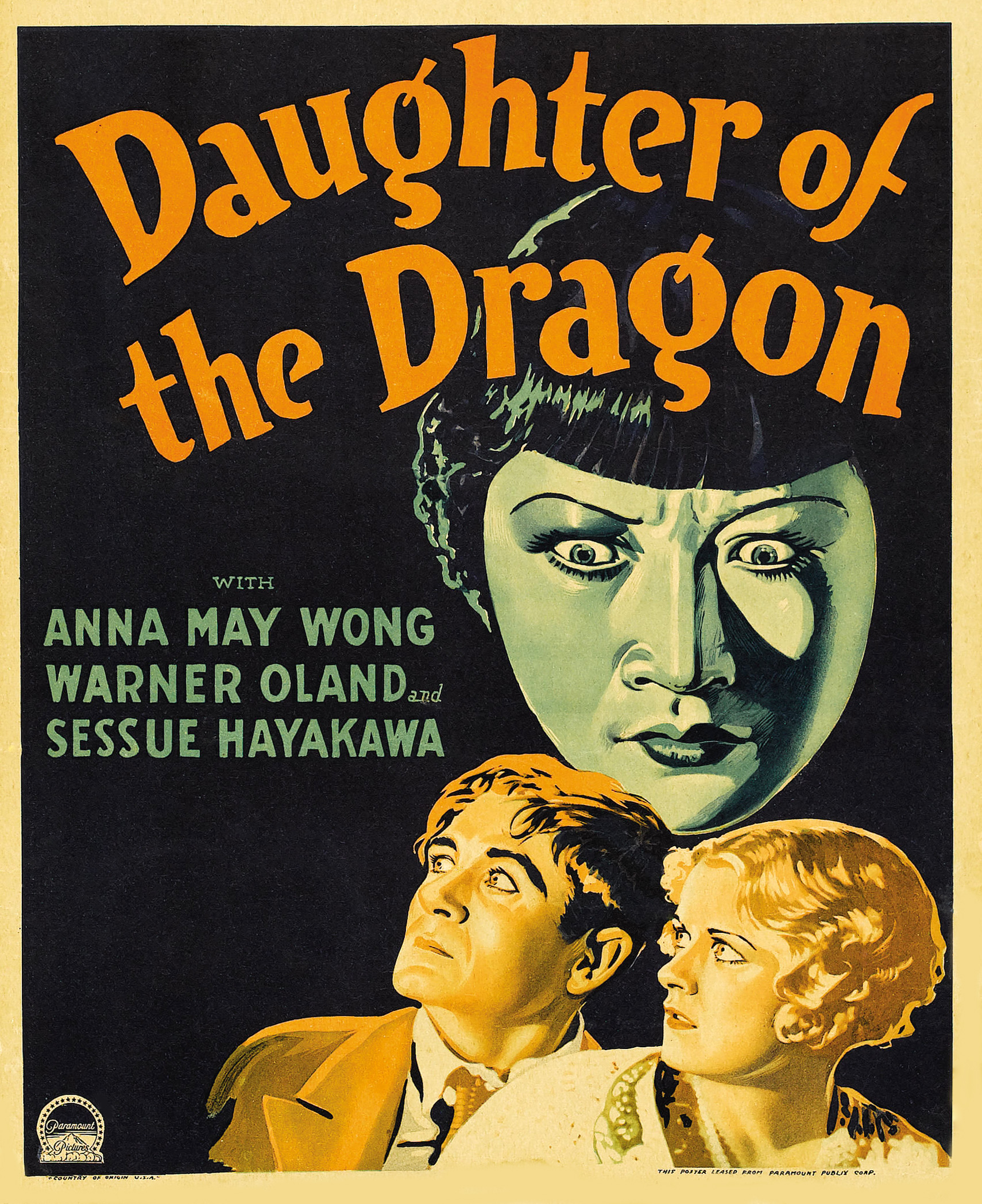
Anna May Wong como la hija de Fu Manchú en la película Daughter of the Dragon (1931)

El término Dragon Lady (literalmente Dama Dragón o Mujer Dragón) se refiere a un estereotipo sobre ciertas mujeres del este de Asia y, en ocasiones, del sudeste asiático como fuertes, engañosas, autoritarias o misteriosas, y a menudo seductoras. Inspirado por los personajes interpretados por la actriz Anna May Wong, el término proviene del seudónimo de la villana de la historieta Terry and the Pirates. Desde entonces ha sido aplicado a mujeres poderosas de ciertas regiones de Asia, así como a varias actrices asiáticas y asiático-estadounidenses. El estereotipo ha generado una gran cantidad de material sociológico. El término se aplica a veces a personas que vivieron antes de que el término se volviera parte del argot estadounidense en la década de 1930. «Dragon Lady» es uno de los dos estereotipos usados en los Estados Unidos para describir a mujeres asiáticas, siendo el otro «Lotus Blossoms» (lit., retoños de loto), que en oposición al de Dragon Lady enfatiza personalidades sumisas y obedientes, a la vez que hipersexualizadas. En los Estados Unidos, el término Dragon Lady se usa también para referirse a mujeres poderosas y enojadizas, usualmente de manera despectiva.
Las raíces del término en los Estados Unidos provienen probablemente de fines del siglo XIX con la aprobación de la Ley Page de 1875 que redujo radicalmente la inmigración de mujeres chinas, bajo el argumento de que las mujeres chinas traían prostitución.

## Origen
La Dragon Lady original apareció por primera vez en 1934 en la tira cómica Terry and the Pirates. Se trataba de una mujer asiática hermosa, seductora y malvada, pero con el paso del tiempo, a medida que la historieta se hizo más realista, el personaje se volvió más complejo. En los años previos a la Segunda Guerra Mundial, se convirtió en una figura heroica, aunque maquiavélica, liderando la resistencia contra la invasión japonesa de China.

## Uso
Desde la década de 1930, cuando el término Dragon Lady se fijó en el idioma inglés, el término se ha aplicado innumerables veces a mujeres asiáticas poderosas, como Soong Mei-ling, esposa de Chiang Kai-shek; Madame Nhu, Devika Rani, y para varias de actrices de cine de raza asiáticas.